# 米基京齊 (伊萬諾-弗蘭科夫斯克州)
48°53′13″N 24°45′4″E / 48.88694°N 24.75111°E
米基京齊（烏克蘭語：Микитинці），是烏克蘭的村落，位於該國西部伊萬諾-弗蘭科夫斯克州，始建於1510年，面積1.27平方公里，2008年人口3,131，人口密度每平方公里2,577.3人。